# Komunistyczna Partia Kanady (marksistowsko-leninowska)
Komunistyczna Partia Kanady (marksistowsko-leninowska) (ang. Communist Party of Canada (Marxist-Leninist), CPC (ML)) – kanadyjska marksistowsko-leninowska partia polityczna.
Partia w trakcie wyborów została zarejestrowana jako Marksistowsko-Leninowska Partia Kanady w celu uniknięcia nieporozumień z Komunistyczną Partią Kanady.
13 marca 1963 w Uniwersytecie Kolumbii Brytyjskiej Hardial Bains założył organizację pod nazwą Internationalists. Początkowo organizację stanowiła grupka maoistowskich studentów ale 31 marca 1970, już pod obecną nazwą została zarejestrowana jako partia. Ugrupowanie sprzeciwiało się proradzieckiej linii Komunistycznej Partii Kanady i popierało chińską wersję komunizmu. Po konflikcie albańsko-chińskim partia obrała ścieżkę hodżystowską, podtrzymując do 1992 roku tradycję Envera Hodży i Albańskiej Partii Pracy.
Partia popiera działania Korei Północnej, ale nie identyfikuje się z jej przywódcami do tego stopnia, jak to miało miejsce z Mao i Hodżą. Partia obrała bardziej niezależną drogę działania. Partia zaprzestała także krytyki komunistycznej Kuby. Działacze partii uczestniczą w pracy związków zawodowych, szczególnie angażują się w Canadian Union of Postal Workers i United Steelworkers of America. Młodzieżówką partii jest Communist Youth Union of Canada (Marxist–Leninist), ugrupowanie wydaje także własny periodyk "The Marxist–Leninist Daily". W 2008 roku liderem ugrupowania została Anna Di Carlo.
Ruch ma marginalne poparcie i niewielki wpływ na życie polityczne Kanady. W ostatnich wyborach w 2011 kandydaci partii uzyskali 10 160 głosów (więcej od Komunistycznej Partii Kanady). Ugrupowanie największe poparcie w historii działalności uzyskało w pierwszych wyborach, w których wystartowało (1974). Zagłosowało wtedy na nią 16 261 obywateli.